# Fusillade de Grâce-Berleur
 (juillet 2008).
Si vous disposez d'ouvrages ou d'articles de référence ou si vous connaissez des sites web de qualité traitant du thème abordé ici, merci de compléter l'article en donnant les références utiles à sa vérifiabilité et en les liant à la section « Notes et références ».

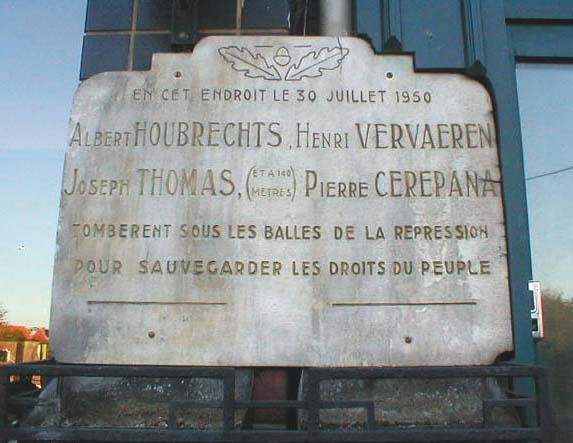
Plaque commémorative de la fusillade sur la façade du « café de la Boule Rouge » à Grâce-Berleur.

La fusillade de Grâce-Berleur désigne une fusillade ayant eut lieu le 30 juillet 1950 à Grâce-Berleur, dans la province de Liège, en Belgique, lorsque la gendarmerie belge fait feu sur la foule qui manifeste contre le retour du roi Léopold III en pleine période de la Question royale.
Elle fait quatre morts.

## Contexte

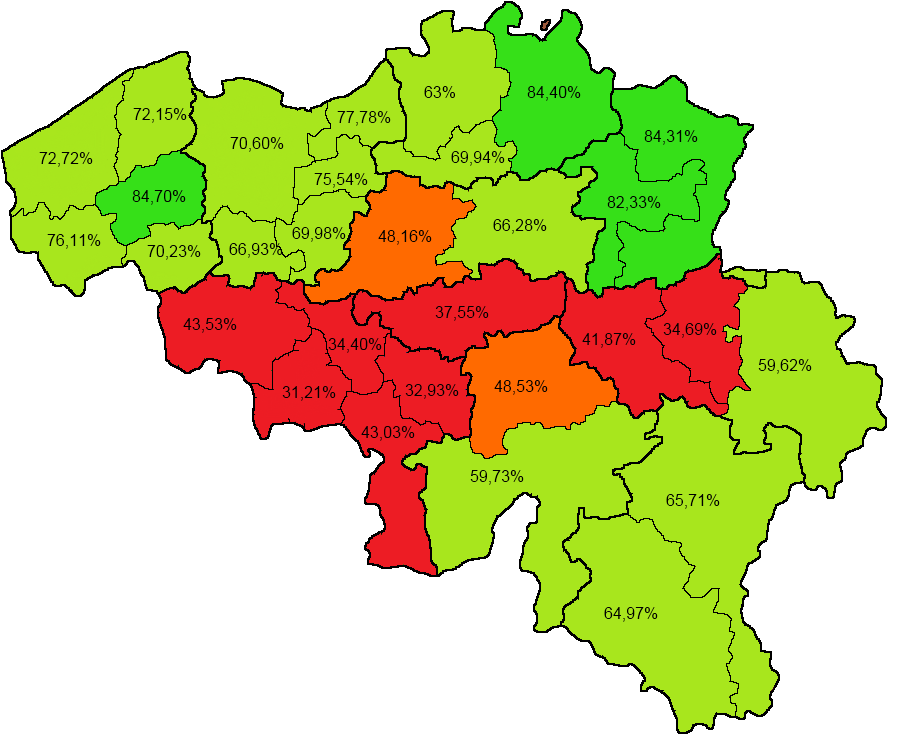
Carte affichant le pourcentage de belges favorables au retour du roi, Léopold III pendant la Question royale.

Après la Seconde Guerre mondiale et plus particulièrement l'attitude de la famille royale belge pendant l'occupation nazie, survint Question royale, qui devait débattre du retour ou non du roi, Léopold III, alors en exil depuis sa captivité en Allemagne, puis sa libèration le 7 mai 1945. En attendant, l'« incapacité de régner » du roi est déclarée, et c'est le prince Charles de Belgique qui assure la régence avec le titre de Régent du royaume de Belgique. 
Le 1er octobre 1949 au cours d’une assemblée tenue à Liège, le Congrès national wallon pris parti dans la question royale en exigeant qu'en cas de consultation populaire, le dépouillement soit effectué de manière régionale. Ceci fut fait sur l’insistance du militant libéral Jean Rey, qui participait au gouvernement Gaston Eyskens I. La consultation populaire fut en effet organisée le 12 mars 1950, les électeurs étaient invités à se prononcer sur la reprise des pouvoirs constitutionnels du roi : une majorité de 57,5 % se dégagea en faveur de Léopold III dans l’ensemble du pays. Mais, si les « oui » l’emportaient très largement en Flandre (72 %), la Wallonie avait, elle, voté « non » à 58 %. Le gouvernement organisa le retour du roi au pays, sans tenir compte de l’hostilité wallonne. Les forces syndicales et politiques de gauche déployèrent une activité intense en Wallonie et un congrès extraordinaire fut convoqué à Charleroi, le 26 mars 1950, avec pour seul objet l’attitude à adopter dans l’affaire royale. L'ensemble des orateurs exprimèrent leur opposition à Léopold III. Par la suite, les militants des mouvements wallons, les comités régionaux d’action wallonne participèrent activement à la campagne antiléopoldiste, placée sous le signe de la Wallonie et la lutte pour l’autonomie. Le 26 juillet 1950, le président du Congrès national wallon, Joseph Merlot, évoqua l’éventualité d’une convocation d’« États généraux de Wallonie » si le roi ne se retirait pas. 

## Déroulement
Le 30 juillet 1950, six cents personnes sont rassemblées sur la place des Martyrs de la Résistance de Grâce-Berleur afin de protester contre le retour du roi Léopold III en Belgique. Vers cinq heures de l'après-midi, le député socialiste Simon Paque tient un discours aux participants. Un appel téléphonique dénonce soudain la manifestation à la gendarmerie d'Hollogne-aux-Pierres alors que tout rassemblement était interdit par ordre du Commissaire d'arrondissement. Onze gendarmes arrivent pendant le discours du député qui indique « Voici les gendarmes, mais j'ai néanmoins fini mon discours ; restez calmes et rentrez chez vous ».[réf. nécessaire] Ils se déploient alors et un grand nombre de manifestants se retirent. 
La situation s'aggrave lorsque le député parlemente avec le chef du détachement et est finalement emmené vers leur véhicule. Arthur Samson, bourgmestre de Grâce-Berleur, s'oppose à cette arrestation mais, voyant la foule à nouveau en colère, tente de la calmer. Il est cependant arrêté à son tour et les manifestants se font plus menaçants. Le chef du détachement dégoupille une grenade de dissuasion et la lance derrière lui. Certains prennent peur, d'autres s'insurgent. L'un des participants, Albert Houbrechts, interpelle un gendarme, l'adjudant Oscar Millet, et les deux hommes en viennent aux mains. Des témoignages contradictoires affirment qu'Albert Houbrechts avait pris le gendarme à partie avant toute attitude hostile de celui-ci. Le sous-officier tire à deux reprises sur Albert Houbrechts qui s'écroule et décède. 
Ensuite, Oscar Millet dirige son arme vers les manifestants et ouvre le feu. Une balle atteint un autre participant dans le dos, Joseph Thomas, qui décède de ses blessures un peu plus tard. Une autre frappe Henri Vervaeren, un camionneur militant syndical, et le tue également. L'un des gendarmes présents vise une autre personne qui ne faisait pas partie de la manifestation mais l'observait à une certaine distance par curiosité, appuyé sur son vélo[réf. nécessaire]. Il s'agit de Pierre Cerepana, qui décède instantanément.

## Victimes

### Bilan
La fusillade fait quatre morts :
- Pierre Cerepana, non-participant et ancien membre de la Résistance intérieure belge, né le 21 juin 1906.
- Albert Houbrechts, mineur, délégué syndical et ancien résistant né le 26 février 1912.
- Joseph Thomas, électricien, succombre à ses blessures peu après la fusillade..
- Henri Vervaeren, camionneur et ancien résistant.

### Funérailles
Les funérailles des victimes furent organisées à Grâce-Berleur le 2 aout. Des dizaines de milliers de personnes défilèrent derrière le cortège, qui était précédé du drapeau wallon et du drapeau rouge[réf. nécessaire]. 

## Conséquences

### Question royale

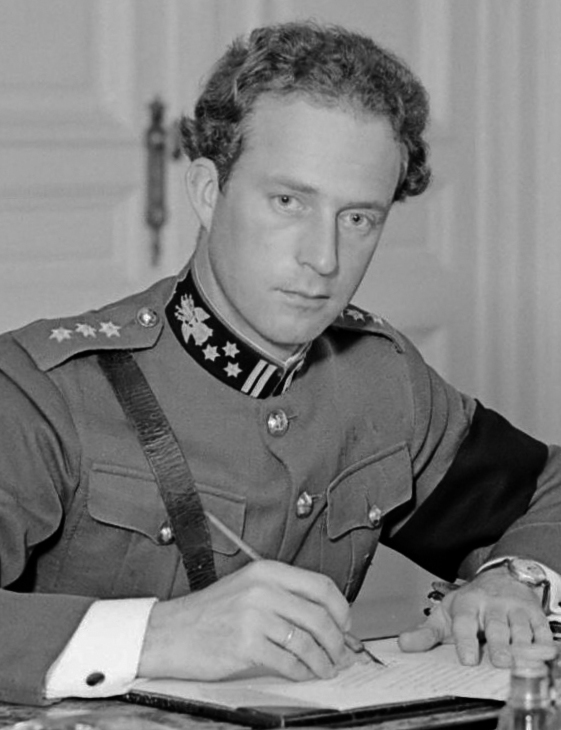
La fusillade de Grâce-Berleur eut un rôle majeur dans le retrait du roi Léopold III (image) et sa future abdication en faveur de son fils, Baudouin, le 16 juillet 1951.

Cet incident joua un rôle capital dans le retrait du roi Léopold III de la vie politique belge. En effet, le monde politique belge insista afin qu'il abdique dans le but d'éviter d'autres évènements sanglants. Léopold III préféra d'abord nommer son fils, Baudouin Ier, comme Régent du royaume de Belgique dès le 11 aout 1950, puis fini par abdiquer en sa faveur l'année suivante, le 16 juillet 1951.

### Politiques

#### Rôle du mouvement wallon
Le Mouvement wallon avait joué un rôle important dans la Question royale, étant opposé à ce que le roi Léopold III puisse poursuivre son règne après avoir adopté une attitude qu’ils estimaient critiquable durant l'Occupation allemande de la Belgique pendant la Seconde Guerre mondiale. 
- Plusieurs personnalités politiques wallonnes ont envisagé la création d'un gouvernement wallon séparatiste[réf. nécessaire].
- Le 15 avril 1962, Michel Houbrechts, le frère d'Albert Houbrechts, la première victime de la fusillade, apporte son soutien au Mouvement populaire wallon lors de la manifestations inaugurale du mouvement à Liège.[réf. nécessaire]
- Le fils de la quatrième victime, Joseph Thomas, se vit octroyer par le Parti socialiste belge, une allocation mensuelle en vue de pourvoir à son éducation et sa formation jusqu'en 1962.[réf. nécessaire]

Après le retrait du roi Léopold III en août 1950, les dirigeants des partis de gauche firent en sorte que le mouvement ne se poursuive pas sur la revendication de l'indépendantisme wallon.

## Procès
Les parents des victimes, s'étant constitués parties civiles, furent déboutés quelques années plus tard, au nom de la thèse de la légitime défense.

## Hommages

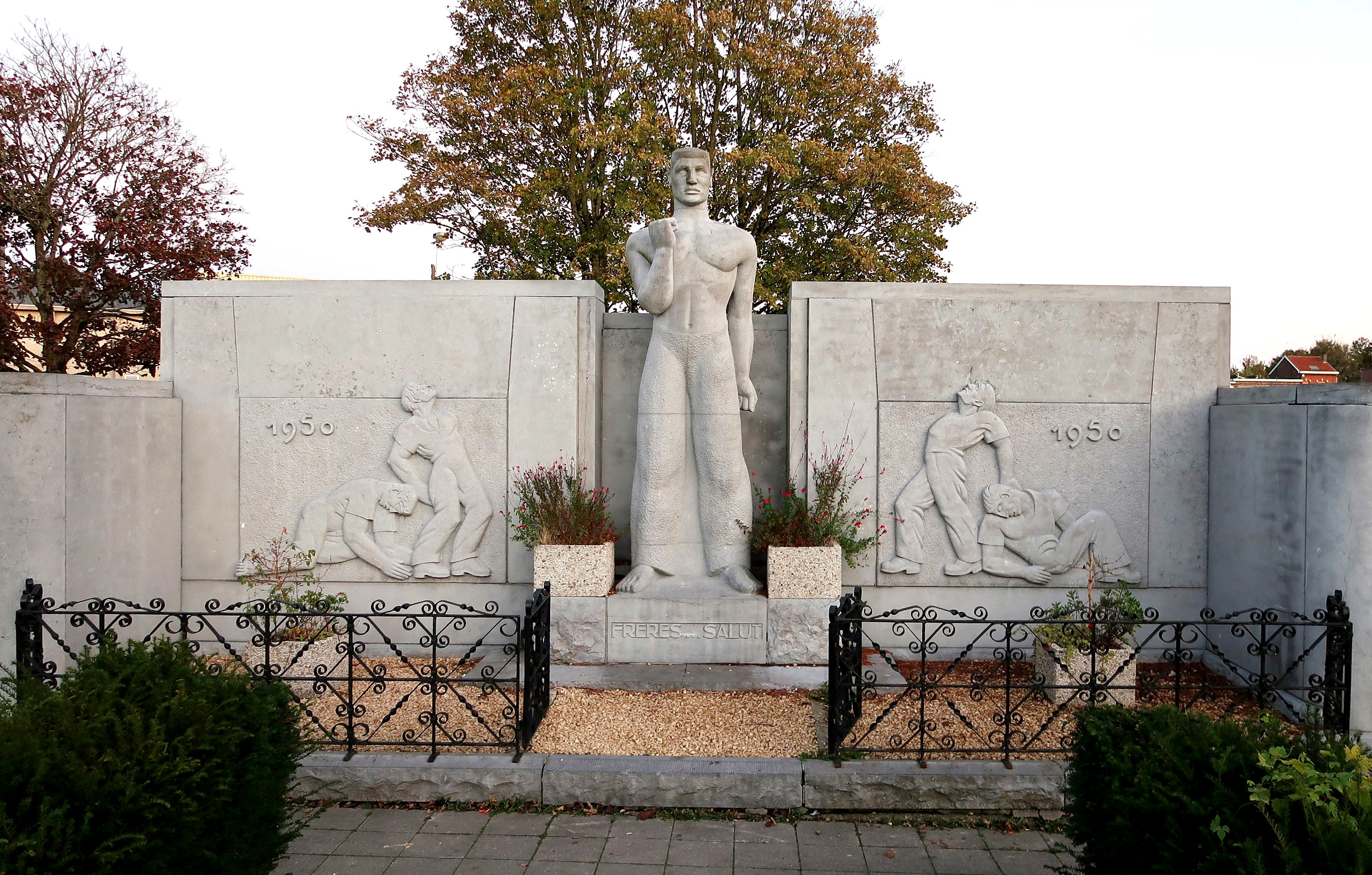
Monument aux morts de la fusillade à Grâce-Berleur.

- La commune de Grâce-Berleur fit afficher les photos des victimes[2] où il était proclamé qu'elles étaient mortes « pour la liberté du peuple wallon ».
- Un comité, dont fait partie le syndicaliste André Renard, fit installer une plaque sur la maison devant laquelle les trois premières victimes tombèrent. Elle fut réalisée par le sculpteur français Marceau Gillard et fut inaugurée le 29 juillet 1951. Il y est indiqué que les quatre victimes tombèrent sous la répression pour sauvegarder les droits du peuple.
- Dans les pavés du trottoir, aux endroits exacts où périrent les victimes, le comité fit également sceller quatre plaques figurant leur nom.
- Un monument[3], imaginé par l'architecte Joseph Moutschen, a été érigé en 1952 à l'endroit de la fusillade. Il représente la classe ouvrière, symbolisée par un colosse se raidissant à la vue de la perte de ses camarades, dont le nom est inscrit sur deux bas-reliefs avec la phrase : « Frères, salut ».

## Controverses
En janvier 2012, le quotidien La Libre Belgique publie un entretien avec le gendarme Oscar Millet, alors âgé de 98 ans. Celui-ci nie toute intention d'homicide en alléguant la légitime défense. Lors de sa mort, en 2015, un article du journaliste qui avait réalisé l'entretien parait le même quotidien.